# Convenio Filós-Hines
El convenio Filós-Hines, cuyo nombre real era Convenio de Bases, se firmó el día 10 de diciembre del año de 1947, entre el ministro interno de Relaciones Exteriores de Panamá, Francisco Filós, y el embajador de los Estados Unidos, el General Frank T. Hines, con el visto bueno de sus respectivos presidentes: Enríquez A. Jiménez y Harry S. Truman. En él se acordaba la cesión a los Estados Unidos, por un lapso prorrogable de 10 años, de territorios para bases militares en Jaqué, Isla Grande, Isla del Rey, Las Margaritas, Pocrí, Punta Mala, la base del Río Hato, Salud, San Blas, San José, Taboga, Taboguilla y Victoria.
El acuerdo era una prolongación del anterior de 1942, que permitía la instalación de bases militares durante la Segunda Guerra Mundial, bases que deberían desmantelarse un año después de finalizada la guerra. 
Al hacerse público se produjeron protestas de distintos colectivos panameños, incluidos miembros de la Asamblea Nacional como Ricardo J. Alfaro y el expresidente Harmodio Arias. El 22 de diciembre la Asamblea Nacional rechazó por unanimidad el convenio, y en 1948 EE. UU. desmanteló todas las bases excepto las de la zona del Canal.